# Театр «Нафта»
Театр «Нафта» — альтернативний незалежний театр, заснований у Харкові у 2018 році. «Нафта» є відкритою театральною платформою без класичних канонів. Актори, режисери, музиканти, хореографи, художники можуть долучитися до театру та реалізувати новий театральний проєкт. «Нафта» — це про відкритість, експерименти, нові форми та творчу синергію.

## Місія
Метою театру є створення якісного та соціально-відповідального мистецького продукту, який надихає суспільство до змін. Проєкти «Нафти» мають не тільки мистецьку, але й освітню складову та завжди спираються на важливі для нас цінності: свобода, взаємна повага, політична і громадянська активність, свідомість щодо історичних контекстів, толерантність, профеміністичність, екосвідомість, протидія расизму, сексизму, гомофобії та іншим проявам дискримінації.
Слоган театру:  «Палаємо по суті». 

## Історія
У 2018 році актори Артем Вусик та Ігор Ключник створюють театр «Нафта» як платформу для творчих експериментів без прив’язок до конкретного жанру. За перший рік існування театр презентував 4 вистави. 
Прем’єри вистав:
- «Антон і Наташа в пошуках сенсу життя» — 28 березня 2018,
- «Орфей: PUBLIC TALK» — 21 листопада 2018[1],
- «Страждання на Гончарівці» — 29 листопада 2018[1],
- APOLLO — 25-26 червня 2019.

## Репертуар

### Антон і Наташа в пошуках сенсу життя
«Антон і Наташа в пошуках сенсу життя» — вистава-шоу, створена спільно з театром «Прекрасні Квіти». 
Псевдофілософський гумористичний комікс про життя подружньої пари і про театр в цілому. Через 6 років щасливих відносин Антон і Наташа вирішують знайти сенс життя. Для цього Антон сідає на велосипед та відправляється у подорож по різним соціальним верствам. Він зустрічається з мудрецем, бандитами, бізнесменом, монстром, актором та іншими героями. У кожного з них свій світогляд, який стає фрагментом в розумінні головного питання.
Паралельно з історією пари глядачі знайомляться з природою театру, його правилами і міфами. Актори іноді зупиняють гру, сваряться на сцені, сперечаються за ролі. Таким чином глядач бачить зворотний бік театру.  
Автор сценарію і режисер — Артем Вусик. 
Композитори — DIAKOVA, THE AND.

### Вистава-шоу «Орфей: PUBLIC TALK»
«Орфей: PUBLIC TALK» — вистава-провокатор з елементами ток-шоу і стендапа. Герої піднімають теми кохання, ЛГБТ та порнографії. 
Орфей, герой з давньогрецького міфу, потрапляє на сучасне ток-шоу з Ведучим, живою музикою і штучним інтелектом. Орфей втратив кохану жінку у царстві мертвих та намагається ії повернути. Розібратися в цій історії допомагає Ведучий, лялькова курочка Софія і глядачі. У виставі відсутня четверта стіна, глядачі впливають на розвиток подій у виставі, беруть участь у деяких сценах. 
Орфей — романтик, однолюб. Він береже вірність Евредиці. Ведучий — скептична земна людина. Ще один персонаж — курочка Софія, яка намагається вмовити Орфея забути Еврідіку та зайнятися собою. 
Це перша театральна вистава, у якій є рекламні паузи, де герої ток-шоу можуть рекомендувати продукцію брендів. 
Автори і перформери — Артем Вусик, Ігор Ключник. 
Композитори — Антон Бегменко, Олександра Малацковська.

### Вистава «Страждання на Гончарівці»
«Страждання на Гончарівці» — сучасна інтерпретація п’єси «Сватання на Гончарівці» Григорія Квітки-Основ’яненко.
Через цю виставу театр «Нєфть» показує, як нетрадиційно можна використовувати класичні твори. Соціально-побутові страждання українців актори розкривають під ритми хіп-хопу та джазу. Під час вистави використовується генеративний відео-арт. На сцені музиканти грають на саксофоні та електрогітарі. Всі музичні композиції у виставі авторські.
В основі історія про палке кохання Уляни до Олексія, жадібність батьків та дурість Стецька, за якого сватають Уляну. Всі події відбуваються на Гончарівці, за Холодною Горою у Харкові. 
Режисер — Артем Вусик. 
Композитори — Станіслав Кононов, Сергій Савенко. 
Авторка вокальних партій — Олександра Малацковська. 

### Перформативно-пластична вистава APOLLO
APOLLO — перформативно-пластична вистава по мотивам балету Apollon musagete Ігоря Стравінського. Актори розкривають історію життя маестро, який позиціонував себе громадянином світу, та виражають власну думку щодо космополітизму. 
Вистава про роль та місце митця в суспільстві, про причини та наслідки еміграції. Актори міркують, чи здатне мистецтво трансформувати те середовище, в якому перебуває митець. 
Режисерка — Ніна Хижна,
Диригент — Станіслав Христенко.
Гітара — Станіслав Кононов.
За участю камерного оркестру NOVA SINFONIETTA.
Цікаві факти про виставу:
- Самі актори є творцями текстів та рухів. Таким чином кожен виражає свою точку зору.
- Із реквізиту на сцені тільки чемодан, рослини, автобусна зупинка і рідкий азот.
- У вистави використовується 6 мов, але для розуміння сенсу знати їх не обов'язково.

## Участь у фестивалях
- Показ вистави «Антон і Наташа в пошуках сенсу життя» в рамках Parade-fest. Театрально-урбаністичний фестиваль, побудований на ідеї переосмислення і формування іміджу Харкова через мистецтво. Україна, Харків, 2018[4].

- Показ вистави «Антон і Наташа в пошуках сенсу життя» в рамках XVIII театрального фестивалю «Салтівська Весна», Харків, 2019 г.

- Показ вистави APOLLO в рамках II театрально-урбаністичного фестивалю Parade-fest. Україна, Харків, 2019[5].
- Показ вистави APOLLO на фестивалі «IV Український тиждень у Гданську». Польща, 2019[6].